# Livre XI des Éléments d'Euclide

Le livre XI des Éléments d'Euclide aborde la géométrie dans l'espace et traite longuement des parallélépipèdes.
Il comporte :
- 19 définitions
- 40 propositions

## Les définitions
Dans le préambule de ce livre, on définit ce qu'est un solide. On introduit la notion de perpendicularité dans l'espace, d'angle entre une droite sécante à un plan ou entre deux plans, de parallélisme de deux plans, de similitude ou d'isométrie entre deux figures, d'angle solide. On définit également les principaux solides : la pyramide, le prisme, le cône, le cylindre, le cube, le tétraèdre, l'octaèdre, le dodécaèdre, l'icosaèdre.
Voici quelques exemples de définitions :
- Définition 1, un solide est ce qui a longueur, largeur et profondeur.
- Définition 2, un solide est terminé par une surface.
- Définition 3, une droite est perpendiculaire à un plan, lorsqu'elle fait des angles droits avec toutes les droites qui la rencontrent, et qui sont dans ce plan.
- Définition 4, un plan est perpendiculaire à un plan, lorsque les perpendiculaires menées dans un des plans à leur commune section, sont perpendiculaires à l'autre plan.
- Définition 8, les plans parallèles sont ceux qui ne se rencontrent point.

## Les propositions
Les propositions se répartissent comme suit :
- Propriétés des droites relatives aux plans. On montre que deux droites sécantes sont coplanaires (prop.2), que deux plans sécants se coupent suivant une droite (prop.3)
- Propriétés de la perpendicularité. La prop.4 énonce qu'une perpendiculaire à deux droites sécantes est également perpendiculaire au plan contenant ces deux droites. La prop.5 énonce que trois droites sécantes perpendiculaires à une même droite en leur point commun sont coplanaires. Par un point donné d'un plan, il n'existe qu'une perpendiculaire à ce plan (prop.13).
- Propriété du parallélisme. Deux droites perpendiculaires à un même plan sont parallèles (prop.6). Deux droites parallèles sont coplanaires (prop.7). Si une droite est perpendiculaire à un plan, il en est de même de toute parallèle à celle-ci (prop.8). Deux plans perpendiculaires à une même droite sont parallèles (prop.14). Les sections de deux plans parallèles par un troisième plan sont parallèles (prop.16). Si une droite est perpendiculaire à un plan, tout plan contenant cette droite est perpendiculaire à ce plan (prop.18). Si deux plans sécants sont perpendiculaires à un plan, la section commune est également perpendiculaire à ce plan (prop.19).
- Propriété des angles solides. Tout angle solide est compris sous des angles plans qui sont plus petits que quatre angles droits (prop.21). Aujourd'hui, cette propriété est directement liée à l'aire de la sphère. La construction d'angle solide est abordée dans la prop.26.
- Propriété des parallélépipèdes. La prop.25 énonce en substance que le volume d'un parallélépipède est proportionnel à sa hauteur, et la prop.32 qu'il est proportionnel à l'aire de sa base. La démonstration repose sur la théorie des proportions développée dans le Livre V. Les prop.29, 30 et 31 développent, étape par étape, le fait que les parallélépipèdes qui ont des bases égales et la même hauteur sont égaux entre eux. L'ensemble de ces propositions exprime le fait que le volume d'un parallélépipède est le produit de l'aire de sa base par la longueur de sa hauteur. Des variantes sont données par les propositions qui suivent. Le volume du prisme est évoqué dans la prop.40. Les volumes des solides plus complexes sont traités dans le Livre XII.